# Universal Soldier: Regeneration
Soldado universal: Regeneración es una película de 2009 que supuso la reactivación de la franquicia iniciada en el año 1992 con la exitosa Soldado Universal pero que fracasó estrepitosamente con su segunda entrega Universal Soldier: The Return del año 1999. Aunque oficialmente esta se considera la tercera parte de la saga, a partir de este film la historia descarta los eventos presentados en la secuela de 1999 y se conecta directamente con la primera película como su consecutiva inmediata.
En esta tercera entrega, protagonizada por Jean-Claude Van Damme, se recupera el personaje interpretado por Dolph Lundgren en la primera entrega. También aparece Kristopher Van Varenberg, el hijo de Jean-Claude Van Damme, que ya en la película de 1992 interpretó al joven Luc Deveraux, con un nuevo papel.
Si bien la película tuvo una tibia acogida en taquilla, el éxito posibilitó una nueva secuela tres años después del estreno de esta tercera entrega de la saga: llamada Universal Soldier: Day of Reckoning, se estrenó el 30 de noviembre de 2012.

## Argumento
Un grupo de terroristas encabezados por el comandante checheno Topov (Zahari Baharov) secuestra a los hijos del primer ministro ucraniano, exigiendo la liberación de sus camaradas encarcelados en un plazo de 72 horas. Además, se han apoderado de la dañada central nuclear de Chernobyl y amenazan con detonarla si no cumplen sus demandas, lo que esparciría desechos radiactivos por todo el país. Entre las filas de los terroristas se encuentra un UniSol prototipo de próxima generación (NGU) (Andrei Arlovski), que fue contrabandeado por el científico deshonesto doctor Robert Colin (Kerry Shale). Las fuerzas estadounidenses se unen al ejército ucraniano en la planta, pero se retiran rápidamente cuando el NGU mata a la mayoría de ellos sin esfuerzo. Ya que los NGU están diseñados para ser incapaces de atacar a sus compañeros, por orden de Topov y para evitar una posible traición, Colin coloca a todos los miembros del grupo un implante que hace que el NGU los reconozca como sus camaradas. El doctor Richard Porter (Garry Cooper), ex colega de Colin en el programa Soldado Universal, revive cuatro UniSols para acabar con el NGU, pero son eliminados sistemáticamente por éste.
Se revela que el ex UniSol Luc Deveraux (Jean-Claude Van Damme) está recibiendo terapia de rehabilitación en Suiza con la doctora Sandra Fleming (Emily Joyce) con el objetivo de reincorporarse a la sociedad, ya que tras el fracaso del proyecto original la doctora logró inhibir sus modificaciones físicas pero no ha logrado revertir completamente su programación y su mente se encuentra en un estado sumamente frágil. Aun así es llevado de regreso por los militares para participar en la misión como plan de contingencia en caso de que sus otras alternativas fallen.
A medida que la fecha límite se acerca, el primer ministro anuncia la liberación de los prisioneros. Los terroristas, habiendo obtenido lo que querían, se regocijan y apagan la bomba; el doctor Colin, sin embargo, no está satisfecho con el resultado, ya que siente que retirarse ahora es abandonar una posición de poder que les proporcionaría muchos más beneficios. Como el NGU está imposibilitado de dañar a los terroristas, el doctor Colin activa un segundo UniSol que mantenía oculto y que no esta restringido por los implantes: un clon mejorado de Andrew Scott (Dolph Lundgren) quien rápidamente mata al Comandante Topov. Desgraciadamente, el doctor Colin nunca consideró la inestabilidad mental de Scott, quien lo asesina, reactiva la bomba y posteriormente sale a cazar a los niños.
Deveraux, contra su voluntad, es re-acondicionado revirtiendo su tratamiento y devolviéndole sus habilidades físicas y su programación, aunque la doctora Flemming protesta advirtiendo que esto no solo es inhumano sino también lo hará inestable. Aun así se prepara y tras ser equipado se le envía a la planta, donde mata de forma sistemática a todos los terroristas que encuentra. En medio del caos, el capitán Kevin Burke (Mike Pyle) es enviado para infiltrarse en la planta y rescatar a los niños teniendo éxito en localizarlos y huir con ellos, pero al salir se encuentran con el NGU. Los niños huyen mientras Burke intenta en vano enfrentar al NGU, quien lo apuñala hasta la muerte después de una pelea brutal. Con 30 minutos restantes en el temporizador de la bomba, Luc encuentra a los niños acorralados por Scott quien tiene recuerdos distorsionados de Deveraux. Entre ambos soldados se produce una pelea brutal que acaba cuando Deveraux clava en la frente de Scott un tubo de plomo y dispara una escopeta a través de él, destruyendo su cerebro.
Mientras Deveraux escolta a los niños a un lugar seguro, son atacados por el NGU. Deveraux lleva la lucha al lugar de la bomba, con menos de dos minutos restantes. Durante la pelea Deveraux quita el detonador y lo coloca en la espalda del NGU mientras ambos salen fuera de la cámara del reactor y caen en el patio. NGU explota y Deveraux, tras comprobar que los niños están bien, escapa antes que los soldados estadounidenses lleguen al lugar. El cuerpo de Burke se coloca en una bolsa negra y es requisado, así como las piezas recuperadas del NGU.
En Langley, Virginia, el cuerpo de Burke se muestra almacenado en una cámara criogénica como un nuevo UniSol, junto con múltiples clones suyos.

## Reparto
| Actor                    | Personaje               |
| ------------------------ | ----------------------- |
| Jean-Claude Van Damme    | Luc Deveraux            |
| Dolph Lundgren           | Andrew Scott            |
| Andrei Arlovski          | NGU                     |
| Mike Pyle                | Capitán Kevin Burke     |
| Corey Johnson            | Coronel John Coby       |
| Garry Cooper             | Dr. Richard Porter      |
| Emily Joyce              | Dra. Sandra Flemming    |
| Zahary Baharov           | Comandante Topov        |
| Aki Avni                 | Coronel Boris           |
| Kerry Shale              | Dr. Robert Colin        |
| Yonko Dimitrov           | Dimitri                 |
| Violeta Markovska        | Ivana                   |
| Stanislav Pishtalov      | Primer ministro Musayev |
| Marianna Stanisheva      | Olga                    |
| John Laskowski           | Capitán                 |
| Kristopher Van Varenberg | Miles                   |
| Jon Foo                  | UniSol 2                |